# 百瀬村
百瀬村（ももせむら）は、滋賀県高島郡にあった村。現在の高島市の北東部、湖西線近江中庄駅周辺から北方一帯、百瀬川・知内川の河口域にあたる。

## 地理
- 山岳：笹ヶ峰
- 湖沼：琵琶湖
- 河川：百瀬川、知内川

## 歴史
- 1889年（明治22年）4月1日 - 町村制の施行により、辻村・森西村・沢村・知内村・新保村・中庄村・大沼村の区域をもって発足。
- 1955年（昭和30年）1月1日 - 海津村・剣熊村・西庄村と合併してマキノ町が発足。同日百瀬村廃止。

## 交通

### 鉄道路線
現在は旧村域に湖西線の近江中庄駅が所在するが、当時は未開業。

### 道路
- 国道161号